# Estação Escuela Militar
A Estação Escuela Militar é uma das estações do Metrô de Santiago, situada em Santiago, entre a Estação Alcántara e a Estação Manquehue. Faz parte da Linha 1.
Foi inaugurada em 31 de agosto de 1980. Localiza-se no cruzamento da Avenida Apoquindo com a Avenida Américo Vespucio. Atende a comuna de Las Condes.